# Гомініни

Філогенетичне дерево людиноподібних

Гомініни (Homininae) — підродина приматів родини гомінід (Hominidae), до якої належить сучасна людина і його безпосередні попередники, починаючи з «ранніх Homo». Крім цього у підродину включають шимпанзе (Pan), горилу (Gorilla) та також ряд вимерлих родів. Це двоногі примати з великим головним мозком. Найдавніші представники підродини відомі з відкладень, що датуються близько 2,5 млн років тому. Часто їх називають «ранні Homo», підкреслюючи схожість з людиною і відміну від мавп.

## Еволюційна історія
Згідно з генетичним дослідженням, предки людини (гомініни) відокремилися від інших приматів приблизно 6 мільйонів років тому. Тому припускають, що хтось з описаних протантропов був предком не тільки людини, але і шимпанзе. Проте новітні знахідки це не підтверджують.

### РанніHomo
Це були досить невеликі істоти, повністю прямоходячі, з порівняно великим мозком, але як і раніше з «мавпячим» обличчям. Звичайно, не варто розуміти останнє порівняння буквально. Великі щелепи, що виступають вперед і широкий ніс надавали цим істотам схожість з сучасними шимпанзе, але переплутати їх було б неможливо. Принциповою відмінністю «ранніх Homo» від понгін і австралопітеків був великий розвинений мозок і кисть, повністю пристосована до виготовлення знарядь праці, хоча вони і не були повністю сучасними за формою. За той мільйон років, в який існували ці першолюди, відбувся різкий стрибок як біологічної, так і соціальної організації. Швидкість еволюції різко зросла. Збільшувалися ріст і розміри мозку, зменшувалися розміри зубів.
Разом з усіма зазначеними прогресивними ознаками, «ранні Homo» зберігали в своїй морфології безліч вельми примітивних ознак, у тому числі в будові кисті і мозку. Через це деякі вчені вважають їх лише прогресивним пізнім різновидом австралопітеків. Більшість же виділяє серед них два види: дрібніший — «Людина уміла» (Homo habilis) і крупніший — «Людина рудольфська» (Homo rudolfensis).
Гомініни перейшли від рослинноїдності до м'ясоїдності. Ймовірно, спочатку вони забирали здобич у хижаків або підбирали залишки їхніх бенкетів. Про це свідчать сліди кам'яних знарядь на кістках, відбитих поверх слідів зубів левів і гієн. «Ранні Homo» навчилися виготовляти кам'яні знаряддя. Спочатку це були просто розколоті навпіл гальки, потім першолюди стали відбивати від каменів по кілька сколів, оформляючи гострий ріжучий край. Такі примітивні знаряддя називаються гальковими, або олдувайскими, за місцем перших знахідок.
«Ранні Homo», можливо, вміли робити найпростіші заслони від вітру з гілок, пригнічених до землі камінням.

### Перші люди
Близько 1,6 млн років тому гомініни втратили практично всі специфічні риси подібності з понгідами і можуть називатися першими справжніми людьми.
Біологічна еволюція з появою людини аж ніяк не припинилася. Особливо швидко розвивався головний мозок. Слідом за ним змінювалася і форма черепа. Решта скелету еволюціонувала значно повільніше.
У головному мозку прогресивними темпами розвивалися лобова, тім'яна і скронева частки, що відповідають за специфічно-людські особливості поведінки і психіки. Варто згадати бурхливий розвиток зон Брока і Верніке, де у сучасної людини знаходяться центри мови. Лобова частка, що відповідає за соціальність, спілкування, альтруїстичні прояви в поведінці, збільшувалася у предків людини найбільш активно.
Після остаточного відокремлення від австралопітекових гомініни ще довго зовні помітно відрізнялися від сучасних людей. Перш за все, варто звернути увагу на великі розміри щелеп, товсті стінки черепа і значний лобовий і потиличний рельєф. Вони надавали першим людям грубі, істинно первісні риси.

## Класифікація
Підродина Homininae
- Триба Dryopithecini†
  - Danuvius
  - Hispanopithecus
  - Kenyapithecus
  - Morotopithecus
  - Neopithecus
  - Pierolapithecus
    - Pierolapithecus catalaunicus

  - Otavipithecus
  - Ouranopithecus
  - Udabnopithecus
    - Udabnopithecus garedziensis

  - Ореопітек (Oreopithecus)
    - Oreopithecus bambolii

  - Nakalipithecus
    - Nakalipithecus nakayamai

  - Anoiapithecus
    - Anoiapithecus brevirostris

  - Дріопітек (Dryopithecus)
    - Dryopithecus wuduensis
    - Dryopithecus fontani
    - Dryopithecus brancoi
    - Dryopithecus laietanus
    - Dryopithecus crusafonti

  - Rudapithecus†
    - Rudapithecus hungaricus

  - Samburupithecus†
    - Samburupithecus kiptalami
- Триба Gorillini
  - Chororapithecus †
    - Chororapithecus abyssinicus

  - Горила (Gorilla)
    - Горила західна (Gorilla gorilla)
      - Західна рівнинна горила, Gorilla gorilla gorilla
      - Річкова горила, Gorilla gorilla diehli

    - Горила східна, Gorilla beringei
      - Гірська горила, Gorilla beringei beringei
      - Східна рівнинна горила, Gorilla beringei graueri
- Триба Hominini
  - Підтриба Panina
    - Pan
      - Шимпанзе (Pan)
        - Шимпанзе звичайний (Pan troglodytes)
        - Шимпанзе карликовий, або Бонобо (Pan paniscus)

  - Підтриба Hominina
    - Sahelanthropus†
      - Sahelanthropus tchadensis

    - Orrorin†
      - Orrorin tugenensis

    - Ардипітек (Ardipithecus)†
      - Ardipithecus ramidus
      - Ardipithecus kadabba

    - Кеніантроп (Kenyanthropus)† (placement debated)
      - Kenyanthropus platyops

    - Praeanthropus†[3]
      - Praeanthropus bahrelghazali
      - Praeanthropus anamensis
      - Praeanthropus afarensis

    - Австралопітек (Australopithecus)†
      - Australopithecus africanus
      - Australopithecus garhi
      - Australopithecus sediba

    - Парантроп (Paranthropus)†
      - Paranthropus aethiopicus
      - Paranthropus robustus
      - Paranthropus boisei

    - Людина (Homo)
      - Homo gautengensis†
      - Homo rudolfensis†
      - Людина уміла (Homo habilis)†
      - Homo floresiensis†
      - Людина прямоходяча (Homo erectus)†
      - Людина працююча (Homo ergaster)†
      - Людина-попередник (Homo antecessor)†
      - Homo heidelbergensis†
      - Homo cepranensis†
      - Денисівська людина †
      - Неандерталець (Homo neanderthalensis)†
      - Homo rhodesiensis†
      - Homo sapiens
        - Людина розумна (Homo sapiens)
        - Людина розумна найстаріша (Homo sapiens idaltu)†
        - Кроманьйонці†
        - Людина з Печери Червоного Оленя†[4] of modern humans and Denisovans[5]